# Thamnophilus bridgesi
El batará negruzco o choca de capucha negra (Thamnophilus bridgesi) es una especie de ave paseriforme perteneciente al numeroso género Thamnophilus de la familia Thamnophilidae. Es endémica de América Central.

## Distribución y hábitat
Se distribuye en la pendiente del Pacífico en Costa Rica (excepto en el extremo noroeste) y oeste de Panamá (Chiriquí, sur de Veraguas, Los Santos).
Habita en los estratos bajo y medio de selvas húmedas, bosques semi-caducifolios de transición, manglares y crecimientos secundarios altos, hasta los 1150 m de altitud.

## Sistemática

### Descripción original
La especie T. bridgesi fue descrita originalmente por el zoólogo británico Philip Lutley Sclater en 1856, bajo el mismo nombre científico. La localidad tipo fue «David, Chiriquí, Panamá».

### Etimología
El nombre genérico «Thamnophilus» deriva del griego «thamnos»: arbusto y «philos»: amante; «amante de arbustos»; y el nombre de la especie «bridgesi», homenajea al zoólogo, botánico y colector británico Thomas Charles Bridges.

### Taxonomía
Es pariente próxima a Thamnophilus atrinucha y T. bernardi. Es monotípica.